# Andrew Koenig (programátor)
Andrew Koenig je bývalý výzkumník AT&T a programátor, známý za jeho práci na C++. Je autor C Traps and Pitfalls (v ČR nese název: rozumíme C++) a jeho jméno je spojeno s Argument dependent name lookup, spíše známe jako “Koenigovo vyhledávání“.